# Teiche am Erz- und Finkenbruch im Solling
Die Teiche am Erz- und Finkenbruch im Solling sind ein Naturschutzgebiet in der niedersächsischen Stadt Holzminden und im gemeindefreien Gebiet Merxhausen im Landkreis Holzminden.

## Allgemeines
Das Naturschutzgebiet mit dem Kennzeichen NSG HA 228 ist circa 3 Hektar groß. Das 2,57 Hektar große FFH-Gebiet „Teiche am Erzbruch und Finkenbruch im Solling“ ist Bestandteil des Naturschutzgebietes. Das Naturschutzgebiet ist vollständig vom Landschaftsschutzgebiet „Solling-Vogler“ umgeben. Es steht seit dem 30. Juni 2016 unter Naturschutz. Zuständige untere Naturschutzbehörde ist der Landkreis Holzminden.

## Beschreibung
Das aus zwei Teilgebieten bestehende Naturschutzgebiet liegt südöstlich von Holzminden im Naturpark Solling-Vogler im Weserbergland. Es stellt mehrere, in den 1980er-Jahren angelegte, naturnahe Kleingewässer mit Vorkommen der Großen Moosjungfer, für die das Naturschutzgebiet eine besondere Bedeutung hat, sowie weiteren Libellenarten, darunter die Speerazurjungfer, unter Schutz.
Das östlich des Holzmindener Stadtteils Mühlenberg liegende Teilgebiet „Waldteiche am Erzbruch im Solling“ besteht aus zehn in weitestgehend von Pfeifengras dominierter Moorrandvegetation liegenden Teichen. Das westlich von Merxhausen bzw. nordwestlich von Hellental liegende Teilgebiet „Teiche am Finkenbruch im Solling“ besteht aus drei Teichen auf einer kleinen Waldlichtung beiderseits eines Waldweges. Die Teiche verfügen über freie Wasserflächen sowie Unterwasser- und Schwimmblattvegetation. In den Uferbereichen siedelt Verlandungsvegetation aus Torfmoosen, Zwiebel- und Flatterbinse, Seggen und Rohrkolben.
Die Teilgebiete des Naturschutzgebietes werden von Wald umgeben. Im Naturschutzgebiet werden zur Beseitigung von aufkommenden Gehölzen regelmäßig Entkusselungsmaßnahmen durchgeführt.